# Sharon (Massachusetts)
Pour les articles homonymes, voir Sharon.
La ville de Sharon est située dans le comté de Norfolk, dans le Commonwealth du Massachusetts, aux États-Unis. Sa population s’élevait à 17 612 habitants lors du recensement de 2010.

## Source
- (en) Cet article est partiellement ou en totalité issu de l’article de Wikipédia en anglais intitulé « Wrentham, Massachusetts » (voir la liste des auteurs).